# Râul Izvorul Roșu, Bloaja
Râul Izvorul Roșu este un curs de apă, afluent al râului Bloaja.